# 華乃ゆり
華乃 ゆり（かの ゆり、12月8日 - ）は、日本の女性声優。北海道出身。オフィス海風所属。
旧芸名は笠井 律子（かさい りつこ）。

## 人物
かつてはぷろだくしょんバオバブに所属していた。
資格は普通自動車免許、英検3級。
趣味は演劇鑑賞、ソーイング、キャラ弁作り。

## 出演
太字はメインキャラクター。

### テレビアニメ
1996年
- クレヨンしんちゃん（女子高生B）

1997年
- 剣風伝奇ベルセルク（1997年 - 1998年、女官3、女官C、侍女C、敵兵、団員2 他）
- フォーチュン・クエストL（シロ）

1998年
- どっきりドクター（小泉真由美）

1999年
- イケてる2人（黒木美紗）
- ドラえもん（カップル）

2001年
- 名探偵コナン（女子高生）

2004年
- Wind -a breath of heart-（丘野ひなた）

2005年
- 魔豆奇伝パンダリアン（女王プリムローズ）

### 劇場アニメ
- 音響生命体ノイズマン（1997年、手下）

### OVA
- Wind -a breath of heart-（2004年、丘野ひなた）

### ゲーム
- いつか、重なりあう未来へ（1999年、サユリ・クオンジ）
- ブレイブナイト 〜リーヴェラント英雄伝〜（2002年、ステラ＝ノース）
- ぱすてるチャイムContinue（2005年）
- マブラヴ 全年齢版（2006年、巴雪乃）
- マブラヴ オルタネイティヴ 全年齢版（2006年、巴雪乃）

### ドラマCD
- サウンド・ストーリー グランディーク 完全版（アンディ）
- 同級生 恋愛専科2（女子生徒）

### 吹き替え

#### 映画
- 死にたいほどの夜
- タイタンズを忘れない
- Mr.マグー
- ミスティック・ピザ（ラムチョップ）

#### ドラマ
- アレン・ストレンジの不思議な旅
- 心理探偵フィッツ（カレン）
- ネバーエンディング・ストーリー 遥かなる冒険（ファロン）
- ハイテク武装車バイパー2（クラリス）
- PaPa（セビョル）
- バフィー 〜恋する十字架〜（マーシー・ロス）
- フレンズ
- ミステリー・グースバンプス（アリシア）

#### アニメ
- ジンジャーの青春日記（ドーディー）
- パワーパフガールズ（ブロッサム）※アンダーグラウンド版

#### 人形劇
- マペット放送局（フライガール2）

### ナレーション
- 大人の趣味と生活向上◆アクトオンTV 美脚ヨガ 美尻ヨガ
- NTTドコモラジオCM
- キャラクターおだいばちゃん
- JR東日本ラジオCM
- FOXニュース
- ルミネ大宮店内放送
- リプトンラジオCM
- ローソン店内用CM

### ボイスオーバー
- NHK土曜ドラマ 母、帰る〜AIの遺言〜（劇中セリフ、夫婦漫才師）

### テレビ番組
- 幸せ!ボンビーガール ジャングルポケット齊藤さんVTR（女性上司）
- 時代劇専門チャンネル 池波散歩
- バナナマンの決断までのカウントダウン